# Mseke
Mseke è una circoscrizione mista (mixed ward) della Tanzania situata nel distretto rurale di Iringa, regione di Iringa. Conta una popolazione di 15 868 abitanti (censimento 2012).